# Archanara edelsteni
Archanara edelsteni là một loài bướm đêm trong họ Noctuidae.